# Nunataks Foca

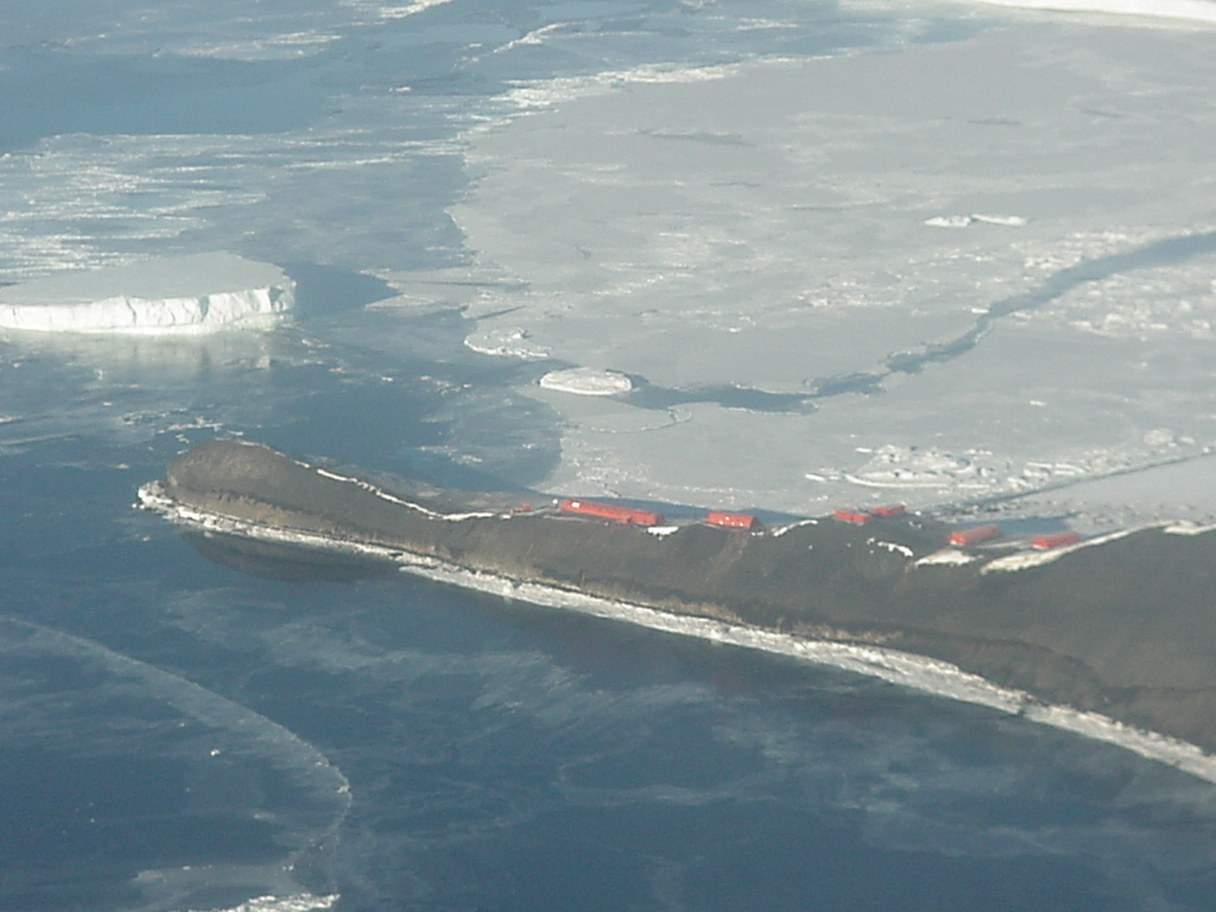
Base Matienzo, Antártida

Los nunataks Foca son un grupo de 16 nunataks que emergen en la barrera de hielo Larsen al este de la tierra de Graham, en la península antártica. Los Nunataks Foca han sido descritos como chimeneas volcánicas separadas o remanentes de un gran volcán en escudo. Elevación: 368 m.
Sobre uno de los nunataks Foca, el nunatak Larsen, fue inaugurada el 15 de marzo de 1961 la Base Matienzo de la Fuerza Aérea Argentina, integrando el Refugio San Antonio que existía allí desde abril de 1959.